# La danza (Picasso)
La danza del artista plástico español Pablo Picasso (1881-1973) es una obra pictórica realizada en el año 1925 cuando el pintor contaba con 44 años de edad. En ese momento el artista se encontraba casado con la bailarina rusa Olga Khokhlova, con la que había contraído matrimonio el 12 de julio de 1918 en París. Su etapa sentimental no estaba pasando por los mejores momentos, ya que una crisis en su matrimonio estaba abocando dicha relación a una separación futura. 
Su relación con el movimiento de vanguardia surrealista durante este periodo era asimismo patente. Hechos todos que se reflejan en la obra pictórica.

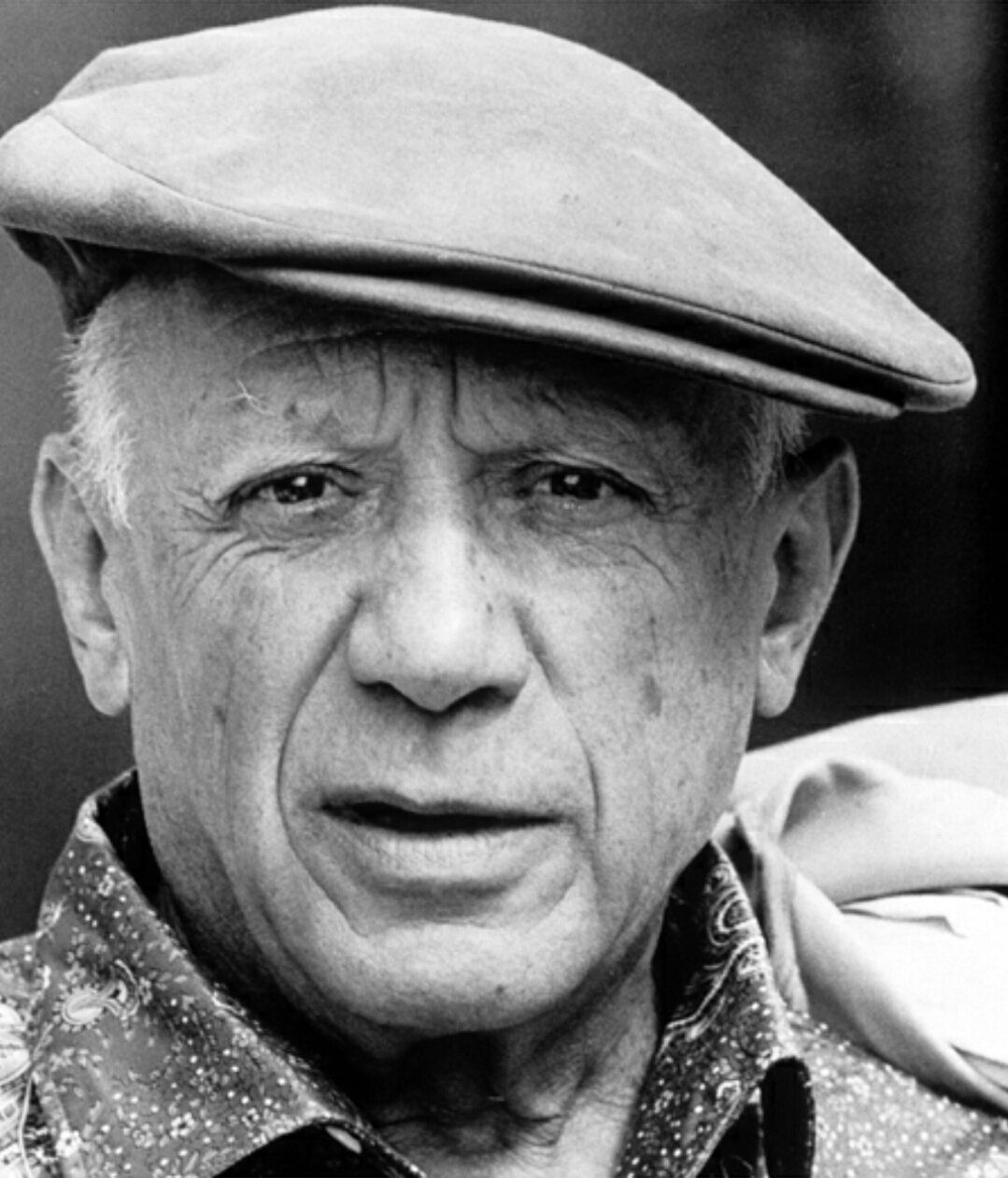
Pablo Picasso

El cuadro se encuentra ubicado actualmente en la Tate Modern de Londres, museo que alberga parte de la colección contemporánea de la National Gallery de Londres (Reino Unido).

## Descripción
Se trata de un cuadro de formato amplio (215 x 142 cm), cuya temática la constituyen un grupo de mujeres desnudas dentro de una habitación burguesa con las paredes empapeladas, las cuales están enlazadas por las manos bailando una danza frenética y estrambótica frente a un balcón desde el que se divisa el cielo azul, el mar o ambos. Recortado a contraluz en el perfil de la ventana se observa la silueta de una imagen, que corresponde a Ramón Pichot, amigo del artista de los años del Bateau-Lavoir, del cual Picasso recibe la noticia de su muerte durante la realización de la obra, y decide incluirlo de esta forma ténebre en la composición del cuadro.

## Análisis estilístico y conceptual
La obra responde a una concepción expresionista de la composición que juega con conceptos del surrealismo naciente en esa época. No en vano, André Breton en el número de julio de 1925 de la revista La révolution surréaliste, reproduce la obra junto a otra muy conocida del artista, Las señoritas de Avignon, en la que declara:

Consideramos a Picasso como uno de los nuestros, aun cuando es imposible -y sería por lo demás imprudente- aplicar a sus procedimientos la crítica rigurosa que proponemos establecer en otros lugares. El surrealismo, si tenemos que establecer una línea de conducta moral, no tien más remedio que pasar por donde Picasso ha pasado ya y por donde pasará en el futuro.
André Breton

La obra parece una contraposición a una serie de dibujos clasicistas de bailarinas que el artista venía realizando por la misma época. La aplicación del color se encuentra estructurada en planos con tonos uniformes, amplios y proporcionados. Los cuerpos se encuentran descoyuntados violentamente en una atmósfera de humor cruel alejándose del cubismo decorativo practicado anteriormente (Los tres músicos, 1921). Es reiterativa la aparición de algo parecido a un ojo vertical en las figuras e incluso la de la izquierda presenta una boca dentada que se identifica con el simbolismo de una vagina dentata.